# Convertidor push-pull

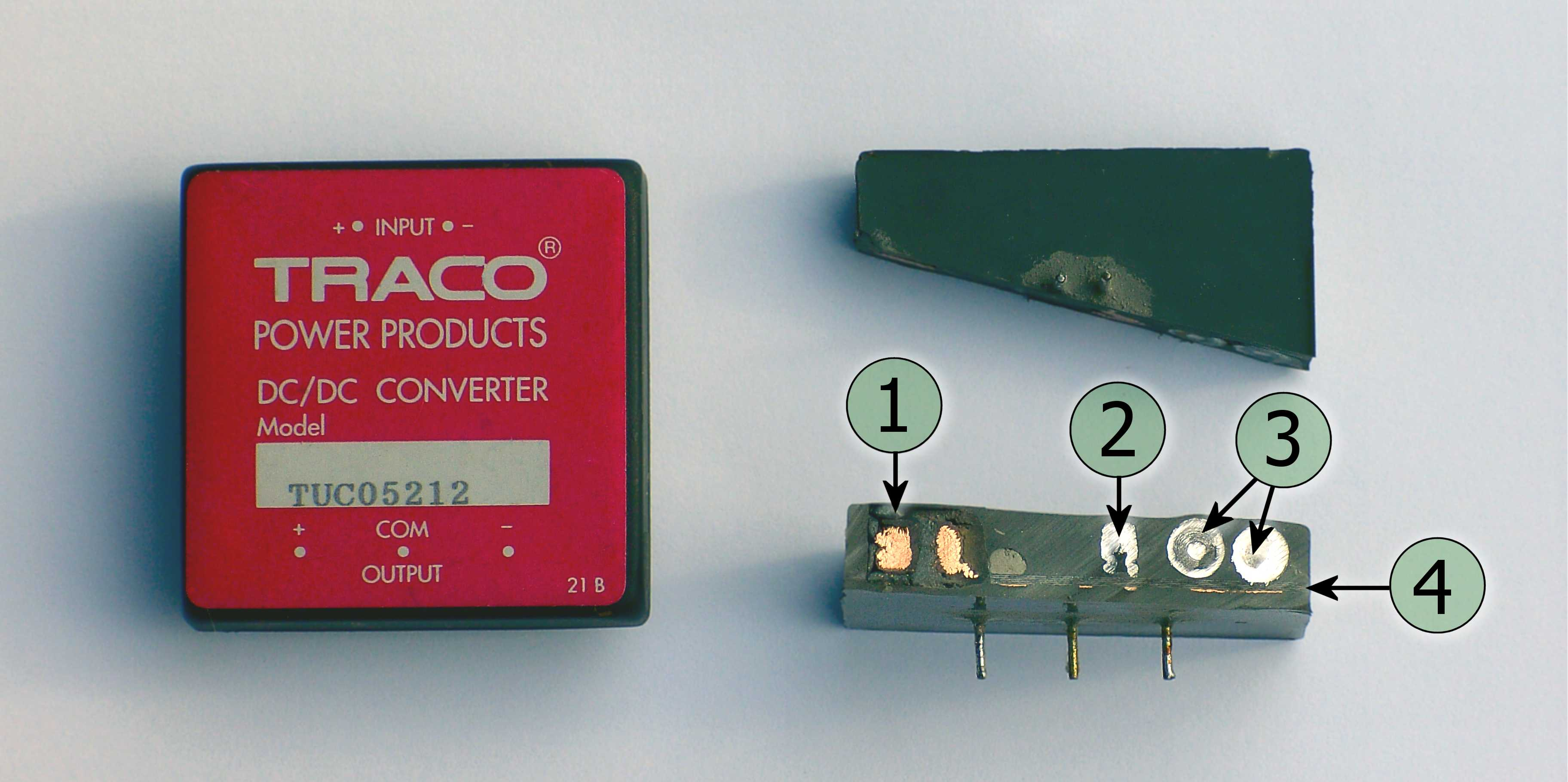
Convertidor push-pull (+12V → ±18V; 50W) com a mòdul en test. ① transformador ; ② i ③ condensadors electrolítics muntats verticalment i horitzontal; ④ placa de circuit discret en tecnologia de forat passant

Un convertidor push-pull és un tipus de convertidor de CC a CC, un convertidor de commutació que utilitza un transformador per canviar el voltatge d'una font d'alimentació CC. La característica distintiva d'un convertidor push-pull és que el primari del transformador es subministra amb corrent des de la línia d'entrada per parells de transistors en un circuit push-pull simètric. Els transistors s'encenen i apaguen alternativament, invertint periòdicament el corrent al transformador. Per tant, es treu corrent de la línia durant les dues meitats del cicle de commutació. Això contrasta amb els convertidors buck-boost, en què el corrent d'entrada és subministrat per un únic transistor que s'encén i s'apaga, de manera que el corrent s'extreu de la línia només durant una part del cicle de commutació. Durant la resta del cicle, la potència de sortida és subministrada per l'energia emmagatzemada en inductors o condensadors de la font d'alimentació. Els convertidors push-pull tenen un corrent d'entrada més constant, creen menys soroll a la línia d'entrada i són més eficients en aplicacions de major potència.

## Circuit
Esquema conceptual d'un convertidor de pont complet. Aquest no és un convertidor primari push-pull de punt central o dividit.

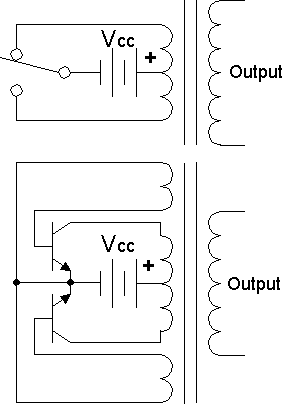
A dalt: circuit inversor simple mostrat amb un interruptor electromecànic.
A baix: dispositiu de commutació automàtica implementat amb dos transistors i transformador de bobinatge dividit en lloc de l'interruptor mecànic.

El terme push-pull s'utilitza de vegades per referir-se generalment a qualsevol convertidor amb excitació bidireccional del transformador. Per exemple, en un convertidor de pont complet, els interruptors (connectats com un pont H) alternen la tensió a través del costat de subministrament del transformador, fent que el transformador funcioni com ho faria amb l'alimentació de CA i produeixi una tensió al costat de sortida. . Tanmateix, push-pull es refereix més habitualment a una topologia de dos commutadors amb un bobinatge primari dividit.
En qualsevol cas, la sortida es rectifica i s'envia a la càrrega. Sovint s'inclouen condensadors a la sortida per filtrar el soroll de commutació.
A la pràctica, cal permetre un petit interval entre alimentar el transformador d'una manera i alimentar-lo de l'altra: els "interruptors" solen ser parells de transistors (o dispositius similars) i si els dos transistors de la parella es commutarien simultàniament allà. seria el risc de tallar la font d'alimentació. Per tant, cal una petita espera per evitar aquest problema. Aquest temps d'espera s'anomena "temps mort" i és necessari per evitar l'explosió del transistor.

## Funcionament
Si els dos transistors estan en el seu estat encès, es produeix un curtcircuit. D'altra banda, si ambdós transistors estan en el seu estat apagat, apareixen pics d'alta tensió a causa de l'EMF posterior.
Si el controlador dels transistors és prou potent i ràpid, l'EMF posterior no té temps per augmentar la tensió entre els bobinatges i, per tant, el díode corporal dels MOSFET a altes tensions.
Si s'utilitza un microcontrolador, es pot utilitzar per mesurar la tensió màxima i ajustar digitalment el temps dels transistors, de manera que el pic només aparegui. Això és especialment útil quan els transistors comencen des del fred sense pics i es troben en la seva fase d'arrencada.